# Biografielijst Ad

## Ada

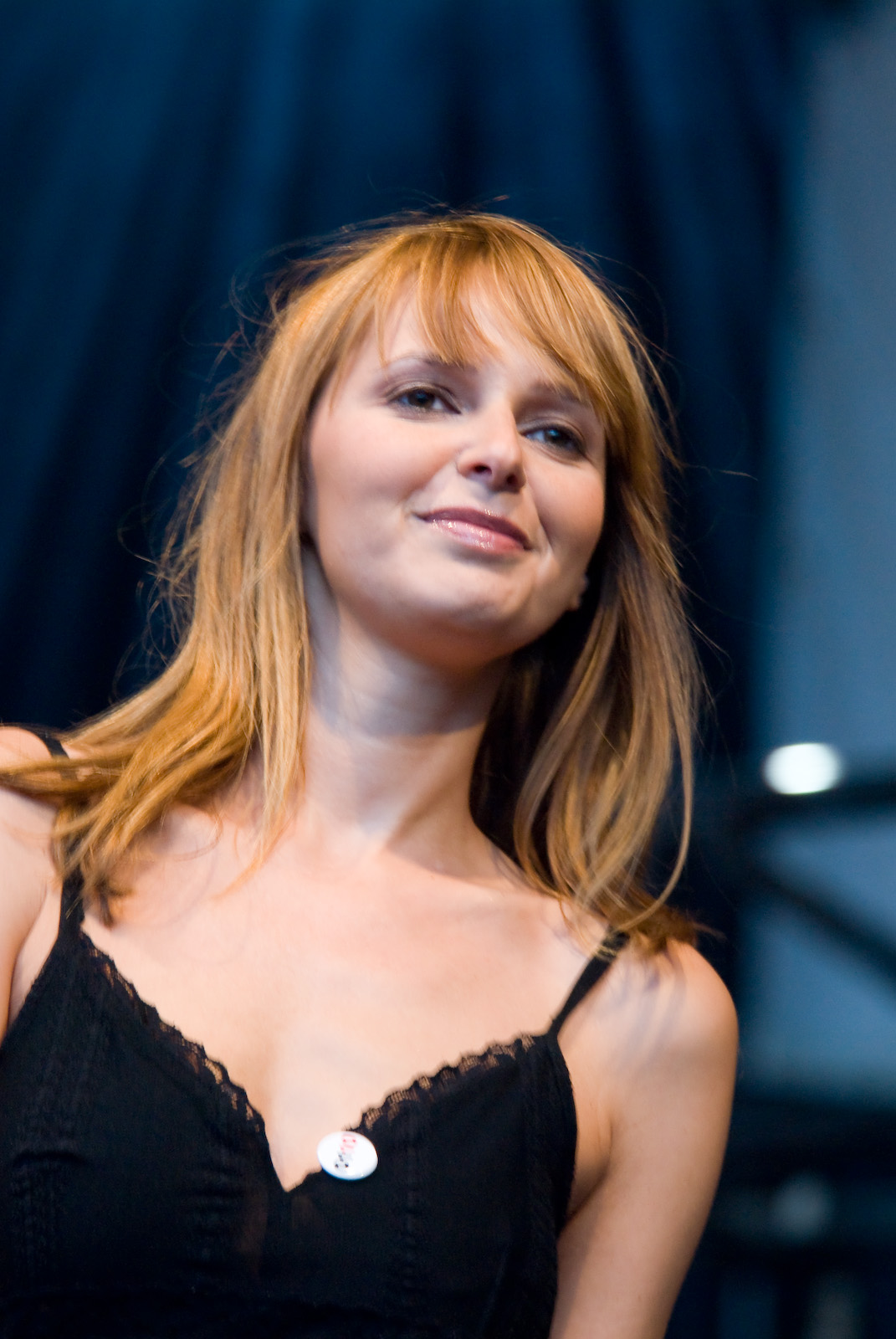
Isabelle Adam, bekend als Isabelle A

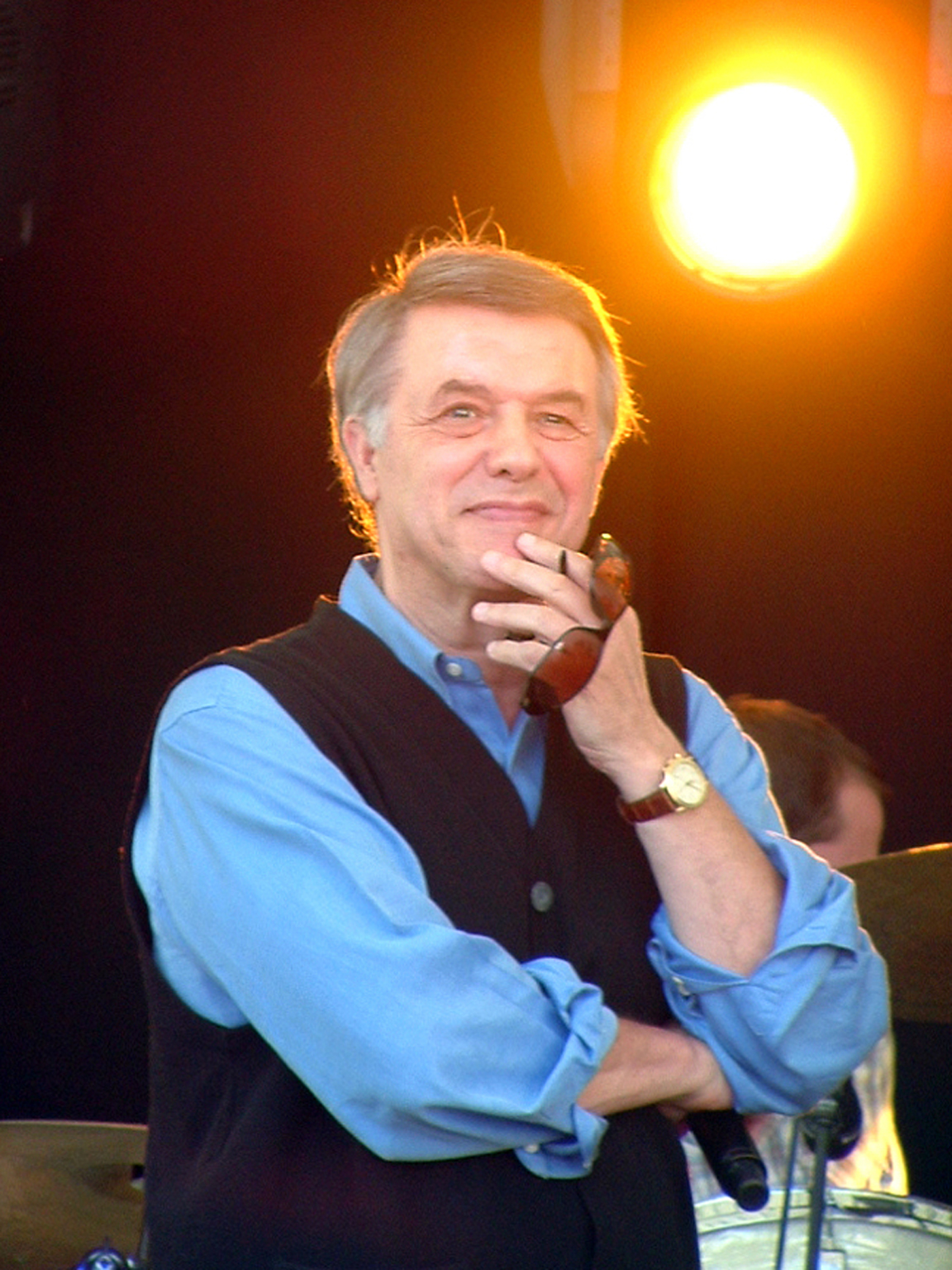
Salvatore Adamo

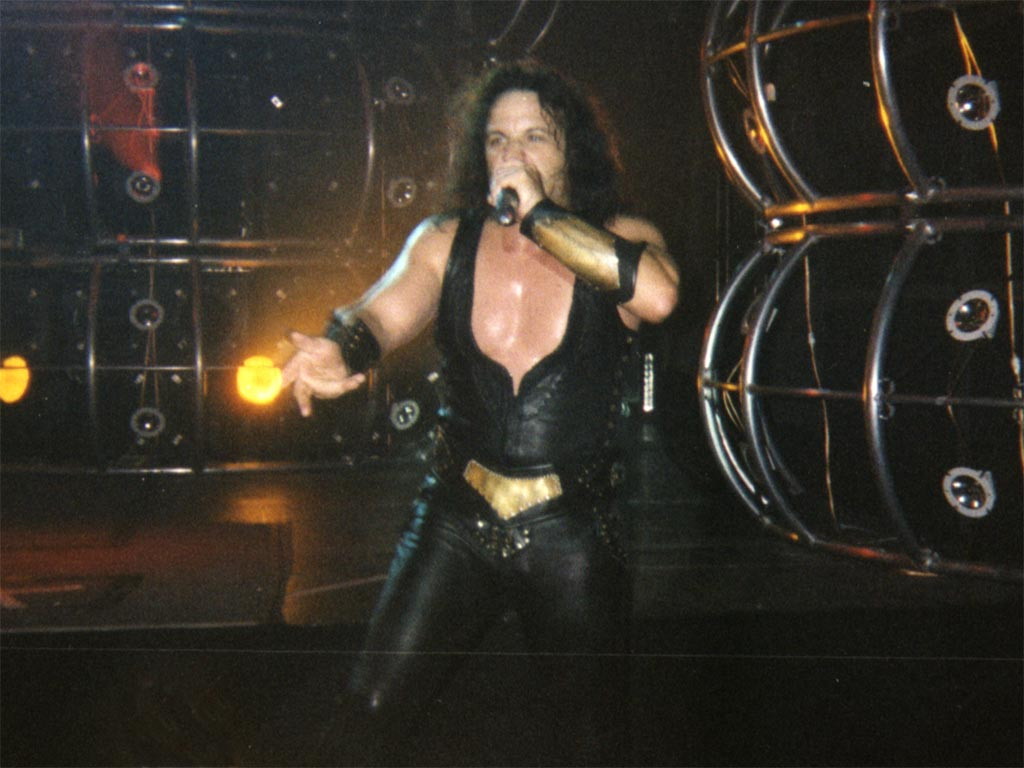
Eric Adams (Manowar)

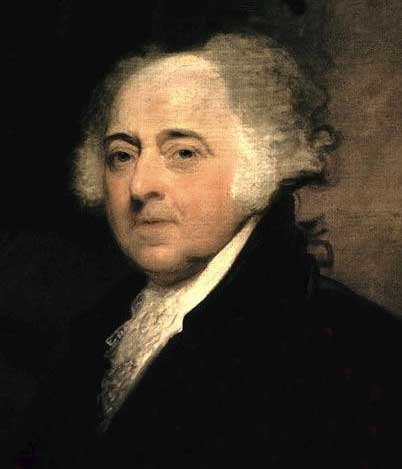
John Adams (president VS)

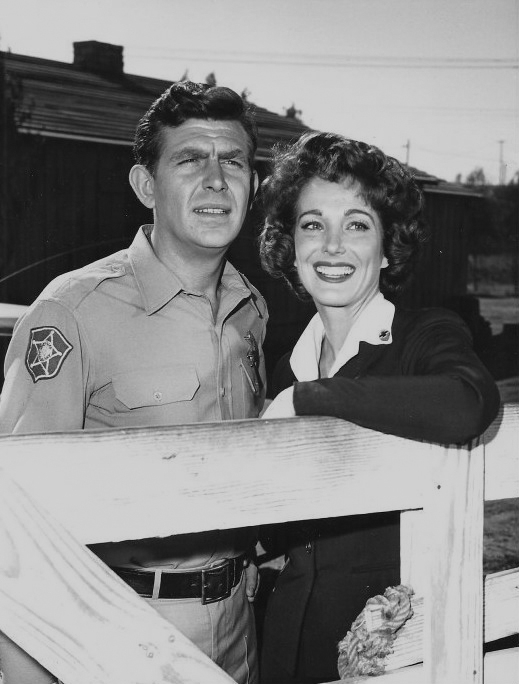
Julie Adams met Andy Griffith

- Beegie Adair (1937-2022) Amerikaans jazzpianiste
- Adalbero I van Metz (910/915-962), bisschop van Metz
- Adalbero II van Metz (ca. 958-1005), bisschop van Verdun en van Metz
- Adalbero III van Chiny (-1158), bisschop van Verdun
- Adalbero III van Metz (ca. 1010-1072), bisschop van Metz
- Adalbert I van de Elzas (ca. 670-723), hertog van de Elzas
- Adolphe Adam (1803-1856), Frans componist
- Albrecht Adam (1786-1862), Duits kunstschilder
- Eugen Adam (1817-1880), Duits kunstschilder
- François Adam (1911-2000), Belgisch wielrenner
- Franz Adam (1815-1886), Duits kunstschilder
- Heinrich Adam (1787-1867), Duits kunstschilder
- Isabelle Adam (1975), Vlaams zangeres
- Jonathan Adam (1984), Schots autocoureur
- Ken Adam (1921-2016), Brits production designer
- Law Adam (1908-1941), Nederlands voetballer
- Wilhelm Adam (1893-1978), Duits Nazileider
- Carel Steven Adama van Scheltema (1877-1924), Nederlands dichter
- Marco Antonio Adame Castillo (1960), Mexicaans politicus
- Jozef Adamec (1942), Slowaaks voetballer en voetbalcoach
- Józef Adamek (1900-1974), Pools voetballer
- Franco Adami (1933-2022), Italiaans beeldhouwer
- Mirsa Adami (1975), Albanees pianiste
- Valerio Adami (1935), Italiaans kunstschilder
- Mark Adamo (1962), Amerikaans componist en librettist
- Salvatore Adamo (1943), Belgisch zanger
- Philippe Adamov (1956-2020), Frans striptekenaar
- Paweł Adamowicz (1965-2019), Pools burgemeester van Gdańsk
- Amy Adams (1974), Amerikaans actrice
- Ansel Adams (1902-1984), Amerikaans fotograaf
- Ash Adams (1963), Amerikaans acteur, filmproducent, filmregisseur en scenarioschrijver
- Benjamin Adams (1890-1961), Amerikaans atleet
- Brooke Adams (1949), Amerikaans actrice
- Bruno Adams (1963-2009), Australisch singer-songwriter
- Bryan Adams (1959), Canadees rockmusicus
- Cammile Adams (1991), Amerikaans zwemster
- CJ Adams (2000), Amerikaans jeugdacteur
- Douglas Adams (1952-2001), Brits schrijver
- Eric Adams (1954), Amerikaans heavymetalzanger
- Gerry Adams (1948), Noord-Iers politicus
- Hendrik Adams (1900-1980), Nederlands landbouwkundige, collaborateur en politicus
- Henrie Adams (1959-2022), Nederlands dirigent en hoboïst
- Joey Lauren Adams (1971), Amerikaans filmactrice
- Joeri Adams (1989), Belgisch veldrijder
- John Adams (1735-1826), Amerikaans president (1797-1801)
- John Adams (1766-1829), Brits muiter
- John Bodkin Adams (1899-1983), Engels arts, verdacht van moord
- John Adams (1947), Amerikaans componist
- John Luther Adams (1953), Amerikaans componist
- John Quincy Adams (1767-1848), Amerikaans president (1825-1829)
- Julie Adams (1926), Amerikaans actrice
- Justin Adams (1961), Brits muzikant
- Luke Adams (1976), Australisch atleet
- Martin Adams (1956), Engels darter
- Michael Adams (1971), Brits schaker
- Michael J. Adams (1930 – 1967), Amerikaans piloot en USAF astronaut
- Oleta Adams (1962), Amerikaans soulzangeres
- Platt Adams (1885-1961), Amerikaans atleet
- Richard Adams (1920), Brits schrijver
- Ryan Adams (1974), Amerikaans countrymusicus
- Scott Adams (1957), Amerikaans striptekenaar (Dilbert)
- Timothy Adams (1967), Amerikaans acteur en model
- Tony Adams (1966), Engels voetballer en voetbalcoach
- Valerie Adams (1984), Nieuw-Zeelands atlete
- William Adams (1564-1620), Brits zeeman
- Filip Adamski (1983), Duits roeier
- Herbert Adamski (1910-1941), Duits roeier
- Amandus Adamson (1855-1929), Estisch beeldhouwer
- James Adamson (1946), Amerikaans ruimtevaarder
- Stefan Adamsson (1978), Zweeds wielrenner
- Zekiros Adanech (1982), Ethiopisch atlete
- Michel Adanson (1727-1806), Frans botanicus, natuurvorser en mycoloog
- Rachel Adatto (1947), Israëlisch gynaecologe, advocate en politica

## Add
- Cynthia Addai-Robinson (1985), een in Engeland geboren Amerikaans actrice
- Cannonball Adderley (1928-1975), Amerikaans jazzmusicus
- Nat Adderley (1931-2000), Amerikaans jazzmusicus
- Wim Addicks (1896-1985), Nederlands voetballer
- Crandell Addington (1938), Amerikaans ondernemer en pokerspeler
- Richard Addinsell (1901-1977), Brits componist
- Eric Addo (1978), Ghanees voetballer
- Mark Addy (1964), Brits acteur

## Ade

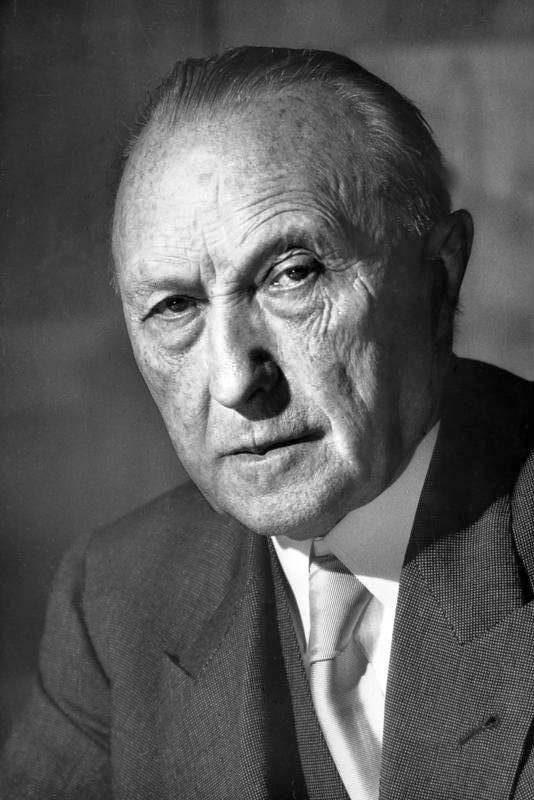
Konrad Adenauer

- Candice Adea (1986), Filipijns ballerina
- Bam Adebayo (1997), Amerikaans basketballer
- Olubayo Adefemi (1985-2011), Nigeriaans voetballer
- Enoch Adegoke (2000), Nigeriaans atleet
- Carolyn Adel (1978), Surinaams zwemster
- Sharon den Adel (1974), Nederlands zangeres
- Christel Adelaar (1935-2013), Nederlands actrice en zangeres
- Bart Adelaars (1982), Nederlands paralympisch sporter
- Adelheid van Heinsberg en Blankenberg (-1343), Duitse adellijke vrouw
- Adelheid van Katzenelnbogen (-1288), Duits gravin
- Adelheid van Vianden (-1376), regentes van Nassau-Siegen
- Antoine Adelisse (1996), Frans freestyleskiër
- Adelman van Luik (-1061), theoloog en bisschop van Brescia
- Karin Adelmund (1949-2005), Nederlands politica
- Sheldon Adelson (1933), Amerikaans magnaat
- Auke Adema (1907-1976), Nederlands schaatser
- Janny Adema (1922-1981), Nederlands atlete
- Joost Adema (1959), Nederlands roeier
- Martha Adema (1922-2007), Nederlands atlete
- Arijan Ademi (1991), Kroatisch voetballer
- Halima Aden (1997), Amerikaans model
- Konrad Adenauer (1876-1967), Duits premier (1949-1963)
- Berhane Adere (1973), Ethiopisch atlete
- Eric Adère (1963), Belgisch atleet

## Adh
- Etel Adnan (1925-2021), Libanees-Amerikaans dichteres, romanschrijfster en beeldend kunstenares
- Ama Adhe (1932-2020), Tibetaans politiek gevangene
- Herman Adhin (1933-1992), Surinaams bestuurder en politicus
- Jnan Hansdev Adhin (1927-2002), Surinaams minister, filosoof en schrijver

## Adi
- Mesfin Adimasu (1985), Ethiopisch atleet

## Adj
- Isabelle Adjani (1955), Frans actrice
- Nana Adjoa (1991), Nederlands-Ghanees singer-songwriter

## Adk
- Derrick Adkins (1970), Amerikaans atleet
- Roy Adkins (1948?-1990), Brits-Nederlands drugshandelaar

## Adl
- Doaa El-Adl (1979), Egyptisch cartooniste
- Alexandre Adler (1950-2023), Frans historicus, politicoloog en journalist
- Alfred Adler (1870-1937), Oostenrijks psycholoog en psychiater
- Jankel Adler (1895-1949), Pools kunstschilder en graveur
- Jerry Adler (1929), Amerikaans acteur, theaterregisseur, -producent en -manager
- Joe Adler (1993), Amerikaans acteur
- Martin Adler (1958-2006), Zweeds cameraman, journalist en misdaadslachtoffer
- Richard Adler (1921-2012), Amerikaans componist en producer
- Robert Adler (1913-2007), Oostenrijks-Amerikaans natuurkundige en uitvinder
- Rebecca Adlington (1989), Brits zwemster

## Adm
- Yibeltal Admassu (1980), Ethiopisch atleet
- Joop Admiraal (1938-2006), Nederlands acteur

## Adn
- Etel Adnan (1925-2021), Libanees-Amerikaans dichteres, essayiste en beeldend kunstenares

## Ado

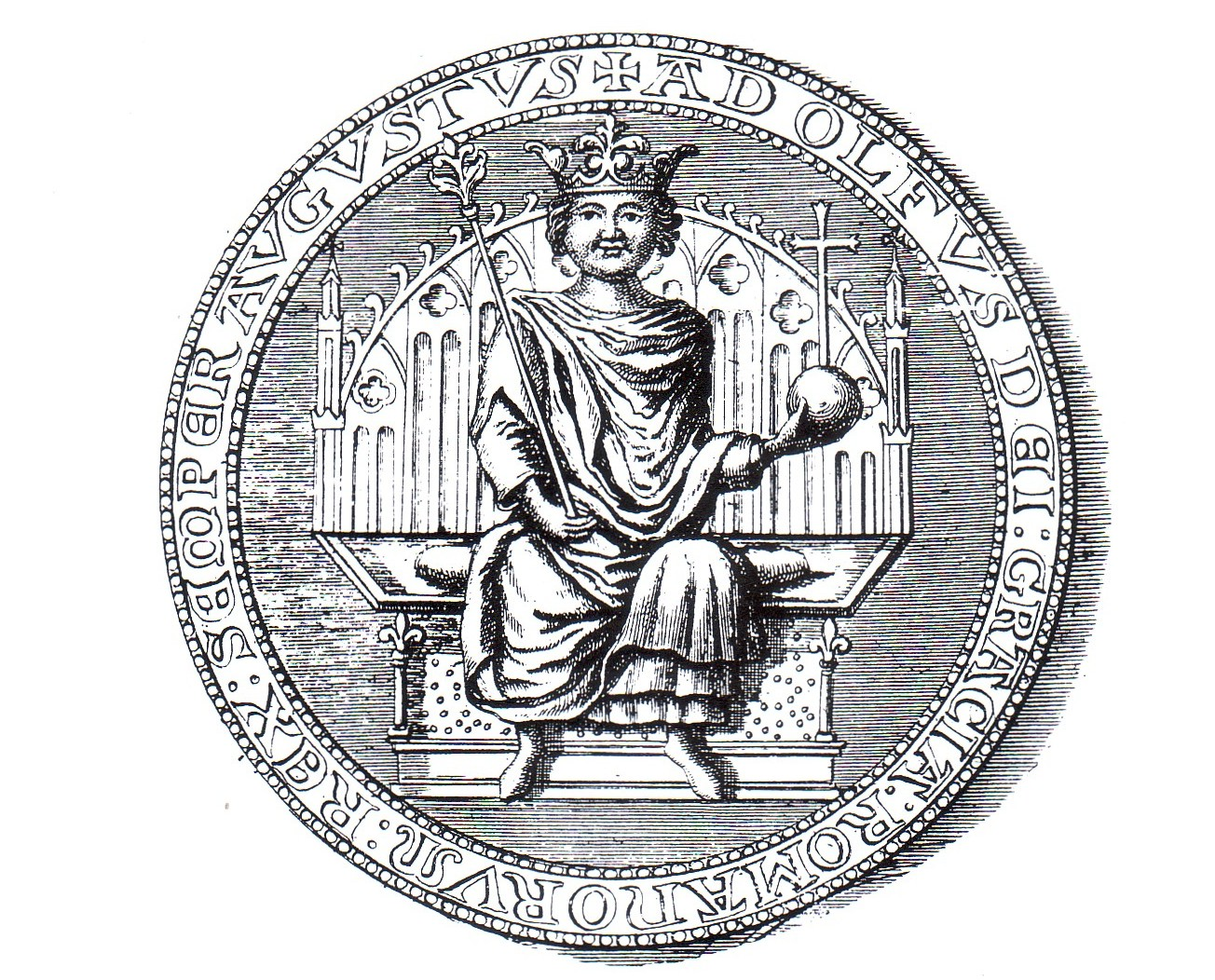
Zegel van koning Adolf I

- Guye Adola (1990), Ethiopisch atleet
- Adolf I van Nassau (ca. 1255-1298), graaf van Nassau (1276-1298), koning van het Heilige Roomse Rijk (1292-1298), landgraaf van Thüringen (1294-1298)
- Adolf I van Nassau-Siegen (1362-1420), graaf van Diez (1388-1420), Nassau-Siegen (1416-1420) en Vianden (1417-1420)
- Adolf I van Nassau-Wiesbaden-Idstein (1307-1370), graaf van Nassau-Wiesbaden-Idstein (1344-1370)
- Adolf I van Nassau-Wiesbaden-Idstein (1345/53–1390), bisschop van Speyer (1371-1390), aartsbisschop en keurvorst van Mainz (1381-1390)
- Adolf II van Nassau-Wiesbaden-Idstein (1386-1426), graaf van Nassau-Wiesbaden-Idstein (1393-1426)
- Adolf II van Nassau-Wiesbaden-Idstein (1423-1475), aartsbisschop en keurvorst van Mainz (1461-1475)
- Adolf III van Nassau-Wiesbaden (1443-1511), graaf van Nassau-Wiesbaden (1480-1511), stadhouder van het hertogdom Gelre en het graafschap Zutphen (1481-1492)
- Adolf IV van Nassau-Idstein (1518-1556), graaf van Nassau-Idstein (1554-1556)
- Adolf van Nassau-Saarbrücken (1526-1559), graaf van Saarbrücken en Saarwerden (1544-1559)
- Adolf van Nassau-Siegen (1586-1608), Duits ritmeester in Staatse dienst
- Adomnán (628-704), Schots abt en schrijver
- Marcelo Adonay (1848-1928), Filipijns componist en dirigent
- Vittorio Adorni (1937), Italiaans wielrenner
- Issam El Adoua (1986), Marokkaans voetballer

## Adr
- Adriaan Adriaansen (1943-2019), Nederlands acteur
- Jan Adriaensens (1932), Belgisch wielrenner
- Jeanne Adriaensens (1928-2017), Belgisch politica
- René Adriaenssens (1921-1995), Belgisch wielrenner
- Edgar Douglas Adrian (1889-1977), Brits elektrofysioloog en Nobelprijswinnaar
- Nathan Adrian (1988), Amerikaans zwemmer
- Gösta Adrian-Nilsson (1884-1965), Zweeds kunstschilder
- Adriana van Glymes (1495-1524), Nederlandse adellijke vrouw
- Arlette Adriani (1975), Nederlands televisiepresentatrice en model
- Marcus Jan Adriani (1771-1845), Nederlands predikant
- Marcus Jan Adriani (1908-1995), Nederlands botanicus
- Max Adriani Engels (1901-1976), Nederlands sportjournalist
- Pieter Jacob Albrecht Adriani (1879-1974), Nederlands jurist
- Adrianus VI (1459-1523), paus (1522-1523)

## Adv
- Dick Advocaat (1947), Nederlands voetballer en voetbaltrainer
- Jaap Advocaat (1941-2023), Nederlands voetballer

## Adz
- Tetteh Adzedu (1949), Ghanees modeontwerper